# Grahame Thorne
Pour les articles homonymes, voir Thorne.

a Compétitions nationales et continentales officielles uniquement.

b Matchs officiels uniquement.
Dernière mise à jour le 14 septembre 2015.
 Grahame Stuart Thorne  , né le 25 février 1946 à Auckland (Nouvelle-Zélande), est un joueur de rugby à XV qui a joué avec l'équipe de Nouvelle-Zélande. Il évoluait comme trois-quarts.

## Carrière
Il a disputé son premier test match avec l'équipe de Nouvelle-Zélande  le 15 juin 1968, à l’occasion d’un match contre l'équipe d'Australie. Il disputa son dernier test match contre l'équipe d'Afrique du Sud le 12 septembre 1970. Lors de cette tournée de 1970, il inscrit quatre essais lors de la victoire 85 à 0 à Burgersdorp face à une sélection du North-East Cape, ce qui établit alors le record de points inscrit pour une équipe néo-zélandaise en tournée en Afrique du Sud.
Ayant épousé une sud-africaine, il a poursuivi sa carrière de joueur en Afrique du Sud avec les provinces de Northern Tranvaal et Natal.
En 1974, il est retourné en Nouvelle-Zélande et a joué avec la province de Auckland, ayant accumulé 23 sélections avec cette province.

## Palmarès
Il dispute un total de dix tests avec les All Blacks, isncrivant trois points, un essai. Il dispute également de nombreux autres matchs, le total des matchs disputés sous le maillot néo-zélandais étant de 39 pour 119 points inscrit.